# Асс, Евгений Викторович
Евге́ний Ви́кторович Асс (р. 15 августа 1946, Москва) — советский и российский архитектор и художник, основатель и ректор архитектурной школы МАРШ, профессор МАРХИ (1995—2013), лауреат премии «Золотое сечение» 1999 года, премии «Хрустальный Дедал» 2015 года.

## Биография

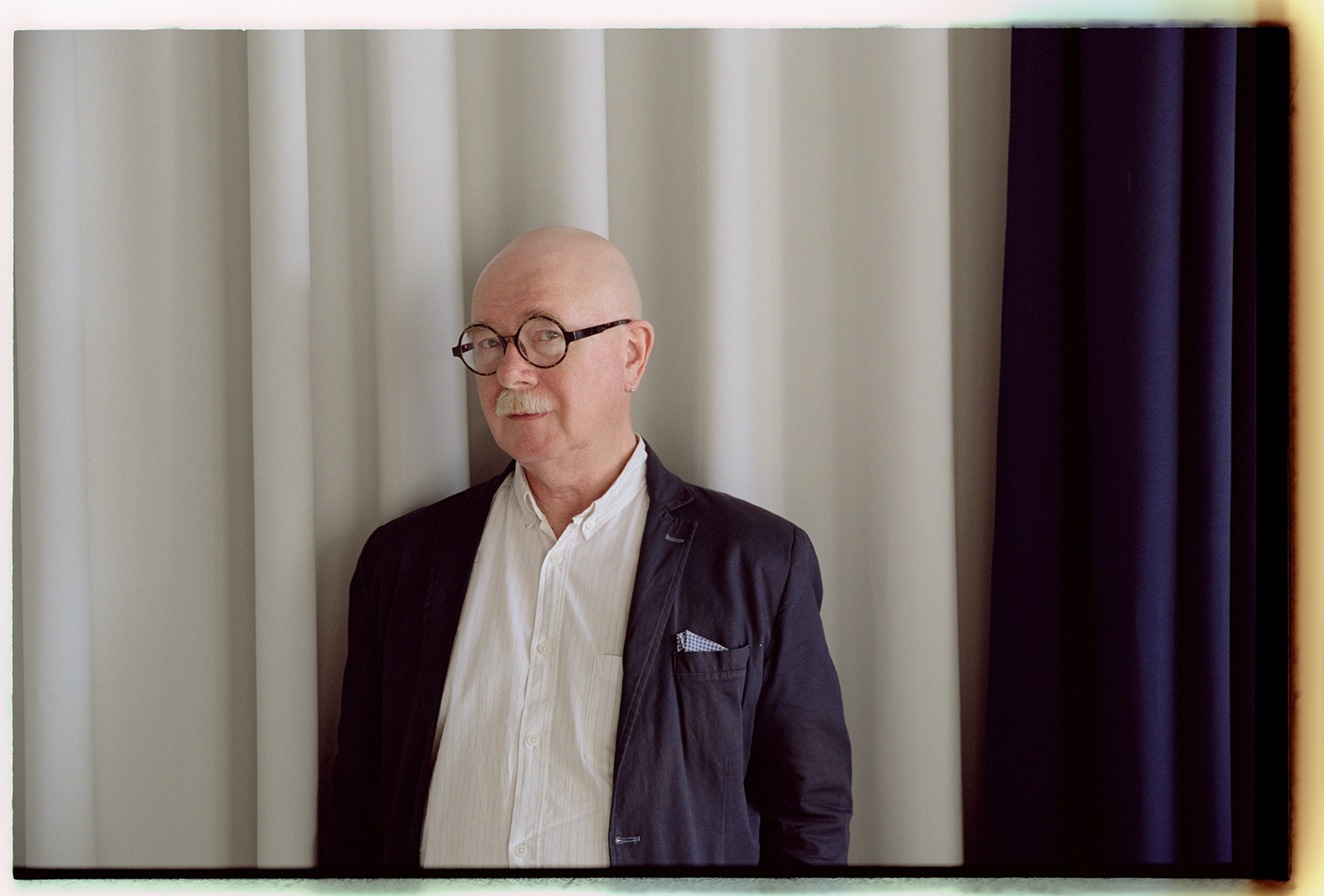
Евгений Асс в БВШД. Москва, 2019 год.

Е. В. Асс родился в 1946 году в Москве. В 1970 году окончил Московский архитектурный институт (МАРХИ), после чего работал архитектором в Управлении Моспроект-1. Член Союза архитекторов с 1978 года. В 1978—1981 годах обучался в аспирантуре. До 1986 года являлся руководителем Группы исследований дизайна городской среды ВНИИТЭ.
В 1994 году являлся куратором и проектировщиком выставки «Московский Архитектурный Авангард» в Арт Институте Чикаго. В том же году основал независимую проектно-исследовательскую группу «Архитектурная лаборатория». В 1995 году в качестве художника принял участие в Венецианской биеннале. В 1997 году открыл собственное проектное бюро «Архитекторы АСК» (с 2003 года «Архитекторы АСС»).
С 1989 года Е. В. Асс преподает в МАРХИ, профессор с 1995 года. Руководитель и преподаватель Мастерской Экспериментального Учебного Проектирования. С 1996 по 2006 годы являлся первым вице-президентом Союза московских архитекторов. В 2002 году стал членом Европейского Культурного Парламента. В 2004—2006 годах Е. А. Асс являлся художественным руководителем Российского павильона на Биеннале архитектуры в Венеции. В июне 2011 года выступил с открытым письмом Союзу архитекторов России, в котором выразил возмущение тем, что Союз архитекторов вступил в Общероссийский народный фронт, не спрашивая согласия членов Союза. Вместе с другими архитекторами подписал Открытое письмо руководству Союза архитекторов России против вступления Союза в ОНФ.
В 2012 году основал и возглавил архитектурную школу МАРШ. В том же году выступил против запрета в России фильма «Невинность мусульман».
Является одним из активистов проекта «Последний адрес».
В марте 2014 года вместе с рядом других деятелей науки и культуры выразил своё несогласие с политикой российской власти в Крыму.
В 2017 году вошёл в экспертный совет Архитектурной премии Москвы.

## Проекты и постройки
- Реконструкция здания Арсенала в Нижегородском Кремле с приспособлением под Государственный Центр Современного Искусства
- Таганский детский парк им. Н. Н. Прямикова
- Музеон (парк)[7]

## Семья
- Прапрадед — Эшаппар, Диего Яковлевич (Дюбрейль-Эшаппар, около 1815—1867) — первый русский инженер-механик, подполковник Корпуса инженер-механиков флота[8].
- Дед — Евгений Львович Асс, один из первых в России и СССР специалистов по железобетонным конструкциям.
- Отец — Виктор Евгеньевич Асс (1911—1987), советский архитектор, художник. Главный архитектор Звёздного городка (1972—?). Заслуженный архитектор РСФСР.
- Дядя — Леонид Евгеньевич Асс (1907—1980) — советский архитектор
- Сын — Кирилл Евгеньевич Асс (р. 1974), российский архитектор, художник, архитектурный критик. Архитектор мастерской Александра Бродского (с 2004).